# Christian Höppner

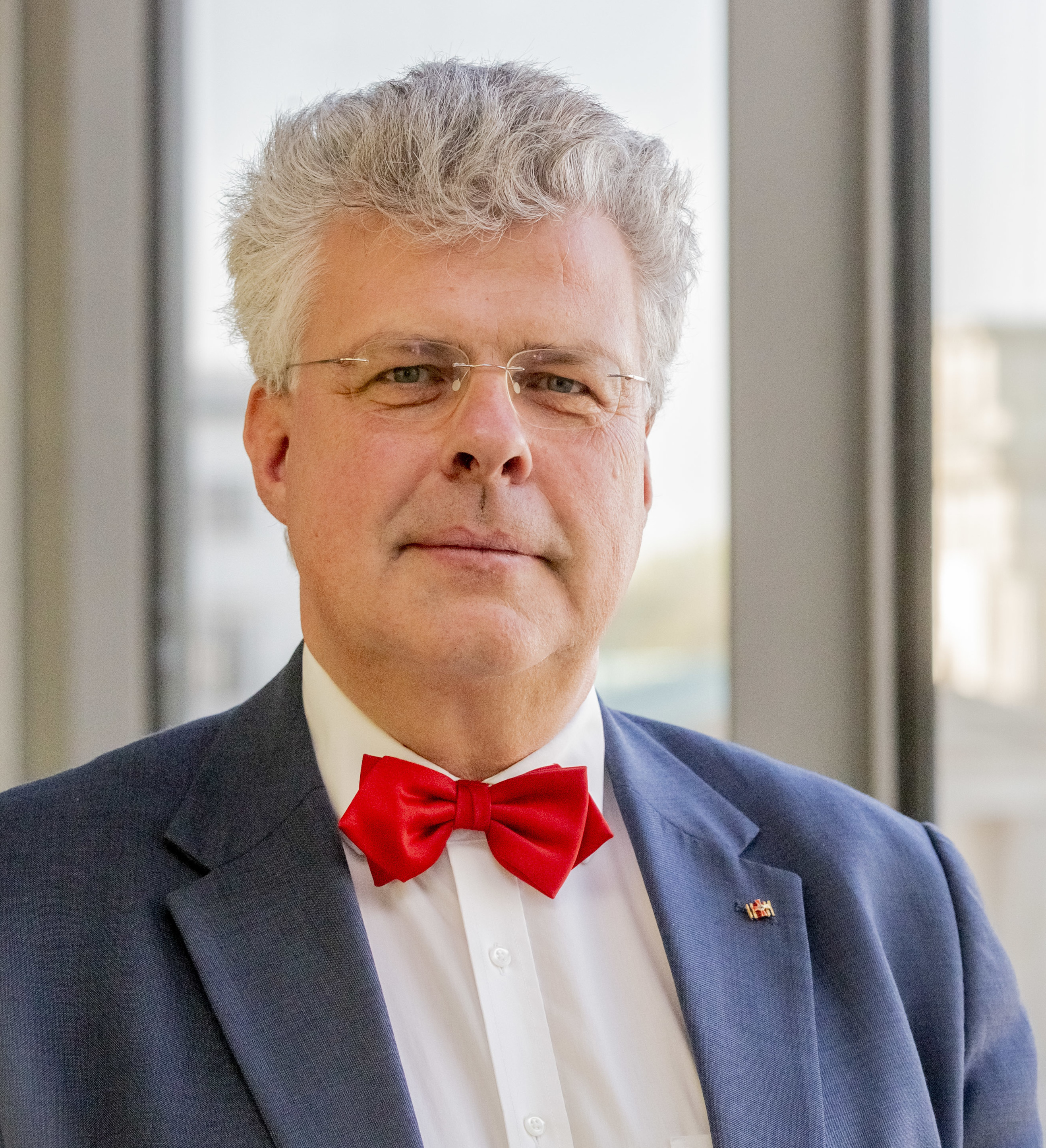
Christian Höppner (2021)

Christian Höppner (* 1956 in West-Berlin) ist ein deutscher Cellist, Dirigent, von 2004 bis 2024 Generalsekretär des Deutschen Musikrates sowie von 2003 bis 2013 Vizepräsident, von 2013 bis 2019 Präsident und für die Amtszeit 2022 bis 2025 Präsident des Deutschen Kulturrats. Am 18. März 2025 wurde er für die Amtszeit 2025 bis 2028 wiedergewählt.

## Leben und beruflicher Werdegang
Höppner wuchs in einer musikalischen Familie auf. Seine Ausbildung zum Instrumentallehrer, Musikpädagogen und Cellisten mit anschließendem Dirigierstudium erhielt Höppner an der Hochschule der Künste. Dort unterrichtet er seit 1986 Violoncello. 1984 übernahm er die Leitung der Musikschule Berlin-Wilmersdorf. Er leitete auch nach der Verwaltungsreform 2001 den Nachfolger, die Musikschule Charlottenburg-Wilmersdorf.
Für seine ehrenamtliche Arbeit und sein Engagement für das Berliner Musikleben sowie die Förderung der Laienmusik erhielt er 2001 das Bundesverdienstkreuz.
Von 2000 bis 2004 war er Präsidiumsmitglied bzw. Vizepräsident des Deutschen Musikrates, seit 2004 ist er dessen Generalsekretär. Darüber hinaus ist er Prinzipal Guest Conductor der Camerata Musica antiqua in Brasilien. Für sein nationales und internationales Engagement für die Entwicklung und Pflege des Musiklebens auf allen gesellschaftlichen Ebenen wurde er 2016 von Bundespräsident Joachim Gauck mit dem Bundesverdienstkreuz 1. Klasse ausgezeichnet.
Höppner ist für die Amtszeit 2025 bis 2028 Präsident des Deutschen Kulturrates, dessen Arbeit er bereits von 2003 bis 2013 als Vizepräsident und bereits von 2013 bis 2019 als Präsident prägte. In der Zeit seiner Vorstandsarbeit beim Deutschen Kulturrat engagierte er sich u. a. sechs Jahre in der Deutschen UNESCO-Kommission, zehn Jahre im Rundfunkrat der Deutschen Welle und 15 Jahre als Vorsitzender des Medienbeirates von RTL. Seit September 2021 ist Höppner Präsident des Tonkünstlerverbandes.

## Positionen
Höppner betont den Wert musikalischer Bildung und setzt sich dabei insbesondere für Inklusion und Vielfalt ein. Schlagzeilen machte sein Austritt aus dem Beirat des Musikpreises Echo als Protest gegen die Auszeichnung der beiden Rapper Kollegah und Farid Bang, nachdem der Beirat mit der Stimme von Christian Höppner die Auszeichnung ermöglicht hatte.
Auch auf nicht-musikalischem Gebiet meldet sich Höppner gelegentlich zu Wort. So sprach er sich 2007 gegen die Einstufung von Computerspielen als Kulturgut aus und bekennt sich als Befürworter der Homöopathie.

## Musik- und Kulturpolitische Tätigkeiten
- Präsident des Deutschen Kulturrats
- Mitglied des Rundfunkrates und Haushaltsberichterstatter der Deutschen Welle
- Kuratoriumsvorsitzender der Carl Bechstein Stiftung
- Mitglied des Stiftungsrates der Fondation Hindemith
- Kuratoriumsmitglied des Frankfurter Musikpreises
- Kuratoriumsmitglied des Deutschen Musikinstrumentenpreises des Bundeswirtschaftsministeriums
- Kuratoriumsmitglied der Bundesakademie für musikalische Jugendbildung Trossingen
- Mitglied des Kulturbeirates der Evangelischen Kirche Berlin-Brandenburg-schlesische Oberlausitz
- Festivalbotschafter des Kammermusikfestes Oberlausitz
- Präsidiumsmitglied der Deutschen Ensemble Akademie
- Stellvertretender Vorsitzender der Initiative Hören
- Juryvorsitzender des „Kulturpolitikpreises des Deutschen Kulturrates“ und beim Bundeswettbewerb „Jugend musiziert“
- Ehrenpräsident des Landesmusikrates Berlin
- Ehrenvorsitzender von Jugend musiziert Berlin
- Ehrenmitglied des Deutschen Tonkünstlerverbandes LV Berlin
- Altpräsident von Rotary Berlin-Spree
- Darüber hinaus ist er Prinzipal Guest Conductor der Camarata Musica antiqua in Brasilien.

## Auszeichnungen
- 2001: Bundesverdienstkreuz am Bande[22]
- 2010: Ehrenpräsident des Landesmusikrates Berlin[23]
- 2010: Ehrenvorsitzender von Jugend musiziert Berlin[24]
- 2012: Ehrenmitglied des Deutschen Tonkünstlerverbandes LV Berlin[22]
- 2014: Honorarprofessur der Universität der Künste Berlin (UdK)[25]
- 2016: Bundesverdienstkreuz 1. Klasse[26]
- 2023: Goldene Stimmgabel des Verband deutscher Musikschulen für Höppners „besonderen Verdienste um die Belange des Musikschulwesens“[27]
- 2024: Ehrennadel in Gold des Landesmusikrates (LMR) Brandenburg
- 2024: Ehrenmitglied des Deutschen Musikrats[28]